# Macquarie (rzeka)
Macquarie (ang. Macquarie River) – rzeka w Australii w stanie Nowa Południowa Walia. Źródła na zachodnich stokach Wielkich Gór Wododziałowych, uchodzi okresowo do rzeki Darling lub do Bagien Macquarie. Pełni głównie funkcję nawadniającą (m.in. zbiornik Burrendong). Ma długość 1200 km. Jednym z większych miast, które leżą nad Macquarie jest Bathurst.